# Griffin (Indiana)
Griffin es un pueblo ubicado en el condado de Posey en el estado estadounidense de Indiana. En el Censo de 2010 tenía una población de 172 habitantes y una densidad poblacional de 976,61 personas por km².

## Geografía
Griffin se encuentra ubicado en las coordenadas 38°12′16″N 87°54′54″O / 38.20444, -87.91500. Según la Oficina del Censo de los Estados Unidos, Griffin tiene una superficie total de 0.18 km², de la cual 0.18 km² corresponden a tierra firme y (0%) 0 km² es agua.

## Demografía
Según el censo de 2010, había 172 personas residiendo en Griffin. La densidad de población era de 976,61 hab./km². De los 172 habitantes, Griffin estaba compuesto por el 98.84% blancos, el 0.58% eran afroamericanos, el 0% eran amerindios, el 0% eran asiáticos, el 0% eran isleños del Pacífico, el 0% eran de otras razas y el 0.58% pertenecían a dos o más razas. Del total de la población el 0% eran hispanos o latinos de cualquier raza.